# 英美資源集團
英美資源集團股份有限公司（英語：Anglo American plc，簡稱英美資源集團股份、英美資源集團、英美資源）是一家跨国矿业公司，為戴比爾斯的母公司。
英美资源集团在伦敦证券交易所上市，是英国富时100指数的成员之一。该公司在约翰内斯堡证券交易所有次要上市。在2020年福布斯全球2000强中，英美资源集团被列为世界上第274大上市公司。

## 历史
在1917年，由歐內斯特·奧本海默、J·P·摩根等有關人士，在南非創立南非英美資源公司，並於1926年成為戴比爾斯的最大股東。歐內斯特·奧本海默爵士在1929年委任董事長。
1999年，南非英美資源公司與美諾高（Minorco）進行合併，並同時在倫敦證券交易所（重點地方），以及約翰內斯堡證券交易所（第2地方）上市。業務除了生產有色金屬、鉑、鑽石、金、銅、鎳外，還經營煤炭、物流、海运、金融投资、鐵礦石、動力煤、冶金煤等產品。
2009年10月初，集團出售非核心资产，包括：泰玛士、Scaw金属、Copebrás（巴西磷肥厂）、Catalão（铌铁生产项目）、锌资产、以及在加拿大和委内瑞拉的煤炭业务。
2011年11月4日，集團收購以51亿美元现金收购奥本海默家族所持40%戴比尔斯股份。同年11月9日，集團以53.9亿美元将其智利铜矿资产24.5%的股份售予三菱商事，這項資產包括Los Bronces和El Soldado铜矿，及Chagres铜冶炼厂。
2012年11月，英美资源集团完成了钢铁制造商Scaw South Africa及其关联公司的出售，总金额为34亿兰特现金。
2014年7月，该集团宣布将其在建材合资企业Lafarge Tarmac的50%股权出售给水泥制造商Lafarge SA，交易价值不低于8.85亿英镑（15亿美元），该交易于2015年7月以16亿美元的价格完成。 2014年10月，英美资源集团位于巴西的Minas-Rio铁矿项目开始运营和出货。
2015年7月，集团宣布将裁员5.3万人（占员工总数的35%），并称在2015年上半年亏损30亿美元。2015年12月初，该公司宣布将裁员8.5万人（占全球13.5万人的近三分之二），并进行重组，将六个部门合并为三个业务部门，同时暂停一年的股息支付。 同时，由于其股票在伦敦证券交易所创下历史新低，下跌超过12％，该公司还将其位于澳大利亚昆士兰中部的Dawson、Foxleigh和Callide煤矿以及新南威尔士州亨特谷的Dartbrook煤矿列入出售名单。
2017年3月，印度商业家阿尼尔·阿加瓦尔通过他的家族信托Volcan购买了该公司11%的股份。9月，他通过另一笔约15亿美元的购买将持股比例提高到20%。2017年4月，该公司以1.66亿美元的价格出售了其与南非Eskom有关的热煤业务，这标志着这家矿业巨头战略调整的重要一步，以便将焦点集中在三种大宗商品上。
2019年10月，英美资源集团宣布与法国能源公司Engie合作开发世界上最大的氢能源矿用运输卡车，预计测试将于2020年开始。
2020年1月，英美资源集团以每股5.5便士的价格向Sirius Minerals提出购买位于英格兰北约克郡的聚合物化肥项目的报价，总金额为4亿英镑。为挽救这个财务困境的项目，英美资源集团坚计划投入约2.3亿英镑用于维持建设至少到2027年。该交易于2020年3月获得股东批准。
2021年4月，英美资源集团宣布将Thungela Resources进行分拆，该公司将拥有一系列重要的南非热煤资产，以消除清理责任的风险。
2022年5月，英美资源集团在南非东北部的Mogalakwena PGM矿区展示了世界上最大的氢能源矿用运输卡车。该项目预计将在2026年全面实施，这是实现该公司八个矿山于2040年达到碳中和的第一步。该公司设定了到2040年使其所有业务达到碳中和的目标。南非共和国总统西里尔·拉马福萨出席了发布会，并表示：“发展氢能经济是我国的战略重点。”

## 連結
- AngloAmerican.com （页面存档备份，存于）